# Корнух-Троцкий, Пётр Яковлевич
Пётр Яковлевич Корнух-Троцкий  (1803—1877) — ботаник, профессор Киевского университета, доктор философии и магистр свободных наук.

## Биография
Родился в 1804 году в семье малороссийского священника Черниговской губернии. Образование получил в Московском университете, окончил курс в 1827 году со званием лекаря. 3 июля 1828 года поступил в Дерптский профессорский институт. Удостоенный Дерптским университетом 11 августа 1832 года степени доктора философии и магистра свободных наук за диссертацию «De plantarum phanerogamarum germinatione», 4 февраля 1833 года отправлен, для усовершенствования в науках, за границу. Возвратившись оттуда летом 1835 года, назначен в Киевский университет святого Владимира преподавателем ботаники.
4 мая 1836 года избран и 9 июля утверждён ординарным профессором Казанского университета по кафедре ботаники. В 1839 году продал университету за одну тысячу рублей свой гербарии. В 1837—1838 учебном году по случаю увольнения в отпуск профессора Эвермана, временно преподавал зоологию. Уволен по болезни от службы 21 мая 1858 года. Был членом учёных обществ: Императорского московского испытателей природы, Российского общества садоводов и казанского общества любителей отечественной словесности. Скончался 2 июля 1877 года.

## Воспоминания современников
Второй оригинал из моих московских товарищей был Петр Григорьевич Корнух-Троцкий. Что-то необычайно угловатое и комическое лежало уже в его наружности. Сутуловатый брюнет, с чертами и цветом лица, делавшими его на вид гораздо старее, чем он был на самом деле, с седлом на носу и резким, гнусливым голосом, Корнух-Троцкий не мог не обращать на себя внимания с первого же взгляда. И действительно, это была личность sui generi. (Своеобразная.)
В Москве между студентами, и даже прежде ещё между гимназистами, он был известен за хорошего ботаника; и действительно, по рассказам товарищей, занимался ею с увлечением. Но, рассудив, как он сам сознавался, что ботаника не накормит, он выбрал для занятия предмет более прибыльный. К этому, по словам Троцкого, много содействовал также знакомый ему и в то время известный в Москве акушер Карпинский.
— Посмотри на меня,-говорил ему Карпинский,-у меня, слава богу, есть что есть; а потому, что мне щипцы накладывать — все равно, что орехи щелкать.
И вот Корнух-Троцкий отправляется в Дерпт по акушерству.
Первый месяц ничего; все идет, как надо. Профессор акушерства в Дерпте старик Дейтш. У него в первый раз в жизни Корнух-Троцкий приглашается тушировать (Тушировать-произвести гинекологическое исследование) беременных чухонок, нанимавшихся для этой цели от клиники.
Без смеха не могу вспомнить пластические рассказы Корнух-Троцкого, как он приступил к невиданному и совершенно для него незнакомому делу, как палец его заблудился, как он, сколько ни искал, не мог достать маточной шейки; а потому и наговорил какую-то чушь, реферируя Дейтшу о результате своих поисков. Услыхал он также намек профессора о необходимости взять у него privatissimum, (Совершенно частные уроки) то есть заплатить, вместе с другими, несколько десятков рублей. Это был нож острый. Расходоваться Корнух-Троцкий не любил.
«Этак, пожалуй, брат, тут без штанов останешься, прежде чем научишься чему-нибудь». К счастью для него, не прошло и месяца после нашего прибытия в Дерпт, как нас потребовали на tentamen (Предварительное испытание) по разным предметам и преимущественно по естественным наукам и греческому языку. Делалось это для того, чтобы узнать пробелы в наших сведениях и потом дать нам возможность заместить их.
И вот акушер мой Троцкий экзаменуется у знаменитого профессора ботаники Ледебура вместе с нами. Дают нам несколько растений для определения. Мы — ни в зуб толкнуть, а Троцкий удивляет Ледебура точностью своего определения. Ледебур в восхищении и говорит ему несколько лестных слов. И мы узнаем чрез несколько дней, что акушерство заменено у Корнух-Троцкого ботаникой. (П. Я. Корнух-Троцкий (1807—1877)-профессор ботаники в Киеве и Казани.)
Странно также, что этот, уже тогда старообразный человек, лет 25-ти, чрез 20 с лишком лет женится на дочери одного из самых младших наших товарищей, Котельникова, (П. И. Котельников (1809—1879)-профессор чистой и прикладной математики в Казани) который был только годом или двумя старее меня..